# 신과 나눈 이야기
신과 나눈 이야기는 미국의 닐 도널드 월쉬가 쓴 책 이름이면서 영화 제목이다. 1993년 2월까지 진행된 대화록은 1995년에 책으로 미국에서 발간되었고, 뉴욕타임즈 베스트셀러에 137주간 오르는 기록을 세웠다. 그 이후에도 대화는 계속되어 총 아홉권의 시리즈가 계속 주목을 받으며 베스트셀러가 되었다.
한국에서는 조경숙의 번역으로 1997년 아름드리미디어에서 제1권이 출판되었다.

## 책 목록
미국에서 발간된 총 9권 시리즈 원서의 목록은 다음과 같다.
1. Conversations with God: An Uncommon Dialogue (Book 1) (1995) ISBN 978-0-399-14278-9
2. Conversations with God: An Uncommon Dialogue (Book 2) (1997) ISBN 978-1-57174-056-4
3. Conversations with God: An Uncommon Dialogue (Book 3) (1998) ISBN 978-1-57174-103-5
4. Friendship with God: An Uncommon Dialogue (1999) ISBN 978-0-399-14541-4
5. Communion With God: An Uncommon Dialogue (2000) ISBN 978-0-399-14670-1
6. Conversations With God for Teens (foreword by Alanis Morissette) (2001) ISBN 978-1-57174-263-6
7. The New Revelations: A Conversation with God (2002) ISBN 978-0-7434-6303-4
8. Tomorrow's God: Our Greatest Spiritual Challenge (2004) ISBN 978-0-7434-6304-1
9. Home with God: In a Life That Never Ends (2006) ISBN 978-0-7432-6716-8
10. Conversations with God, Book 4: Awaken the Species (2017) ISBN 978-1-937907-49-5

한국에서는 다음의 제목으로 총 9권 시리즈가 출판되었다.
1. 신과 나눈 이야기 1
2. 신과 나눈 이야기 2
3. 신과 나눈 이야기 3
4. 신과 나누는 우정
5. 신과 나눈 교감
6. 청소년을 위한 신과 나눈 이야기
7. 신과 나눈 이야기 새로운 계시록
8. 내일의 신
9. 신과 집으로

미국에서는 10권의 시리즈 외에도 다양한 해설서, 보충서, 가이드북이 추가로 발간되었다.

## 영화
책과 같은 제목으로 나온 영화는 2006년 제작되어 2007년에는 한국에서도 개봉되었다.
줄거리는 닐 도널드 월쉬가 교통사고로 목을 다쳐 노숙자로 전락하는 장면부터 시작되고, 고생 끝에 취업에 성공하였으나 다시 직장이 문을 닫게 된다.
주인공은 도대체 왜 이리 삶이 풀리지 않는지 신에게 항의하는 글을 공책에 휘갈기고 문득 신의 음성을 듣게 된다.
신과의 대화가 지속되는 가운데 그 동안의 모든 의문에 대한 해답을 하나하나 찾게 되고, 자신의 체험을 많은 사람들에게 전해 주는 전달자로 살게 되는 내용이다.

## 같이 보기
- 외계인 손 증후군